# Altamirano (Buenos Aires)
Altamirano es un pequeño pueblo cabecera del Cuartel VII del partido de Brandsen, provincia de Buenos Aires, Argentina.

## Historia
Durante 1865 el Ferrocarril del Sud construye el edificio para su estación ferroviaria rumbo a Chascomús, la que denominó Facio. El 14 de diciembre de 1865 es inaugurada junto a los servicios de la línea entre Constitución y Chascomús.
En 1866 comienza a planificarse la ampliación del predio de la estación y las vías, para ello el ferrocarril necesitaba de tierras del terrateniente Felipe Altamirano, quien promete donarlas a cambio de cambiar el nombre de la estación Facio por su apellido.
La instalación de la estación atrajo al servicio de carruajes y mensajerías que, desde Altamirano, Ranchos, Chascomús y Jeppener iban y venían uniendo los pueblos que no eran servidos por el ferrocarril. Seguido se instala la grasería y saladero de Pedro Guerin, comenzando el movimiento industrial en la zona. Para el ello el ferrocarril construye el primer ramal privado de su línea, uniendo la estación con la grasería.
En 1871 la línea férrea se amplía llegando desde allí a estación Ranchos, para llegar luego a Salado (luego Gral. Belgrano), y así arribar a Las Flores y Azul, transformando todo el predio ferroviario en centro neurálgico del tráfico al sur. 
Inmediatamente se instala el almacén y hotel de Lorenzo Laborde, luego almacén Ideal. Bautista Bordenave, (se supone) ex dependiente del almacén de Laborde, convertido en hacendado, instala un hotel y una grasería.
El 17 de mayo de 1875 se aprueba el loteo para formar un pueblo en terrenos de José Onagoiti con el nombre de “Gran pueblo General Bolivar”, dando nacimiento formal al pueblo.
Desde 1880 se procede a ampliar el edificio de la estación, al que se le incluyó confitería y se construyen los edificios para sus servicios, el galpón de máquinas y vagones, la mesa giratoria y la colonia ferroviaria para los empleados.

## Geografía

### Población
Cuenta con 215 habitantes (Indec, 2010), lo que representa un descenso del 16% frente a los 258 habitantes (Indec, 2001) del censo anterior.
| Gráfica de evolución demográfica de Altamirano entre 1991 y 2010 |
|                                                                  |
| Fuente: Censos nacionales del INDEC                              |

### Sismicidad
La región responde a las subfallas «del río Paraná», y «del río de la Plata», y a la falla de «Punta del Este», con sismicidad baja; y su última expresión se produjo el 5 de junio de 1888 (136 años), a las 3.20 UTC-3, con una magnitud aproximadamente de 4,5 en la escala de Richter (terremoto del Río de la Plata de 1888).
La Defensa Civil municipal debe advertir sobre escuchar y obedecer acerca de
Área de
- Tormentas severas, poco periódicas, con Alerta Meteorológico
- Baja sismicidad, con silencio sísmico de 136 años

## Transporte
Los medios de transporte públicos son:
- EL TREN en la estación Altamirano:

| Servicios desde/a        | Empresa Operadora             | Frecuencia       |
| ------------------------ | ----------------------------- | ---------------- |
| Alejandro Korn/Chascomús | Trenes Argentinos Operaciones | 5 Trenes diarios |

- LOS MICROS:

| Línea | Empresa propietaria | Cabeceras                               |
| ----- | ------------------- | --------------------------------------- |
| 500   | Empresa Santa Rita  | Brandsen , Jeppener , Altamirano, Gómez |
- En Auto: Desde Brandsen, Ruta 29, Acceso Jeppener, desde donde se bifurca el Acceso a Altamirano (12 km)